# NGSPICE
NGSPICE és un simulador de circuits electrònics de codi obert i senyal mixt (analògic i digital). És un successor de l'última versió estable de Berkeley SPICE, versió 3f.5, que es va publicar el 1993. Un petit grup de mantenidors i la comunitat d'usuaris contribueixen al projecte ngspice proporcionant noves funcions, millores i correccions d'errors.
Ngspice es basa en tres paquets de programari lliure de codi obert: Spice3f5, Xspice i Cider1b1:
- SPICE[4] és l'origen de tots els simuladors de circuits electrònics, els seus successors s'utilitzen àmpliament a la comunitat electrònica.
- Xspice[5] és una extensió de Spice3 que proporciona models de codi de llenguatge C addicionals per donar suport al modelatge de comportament analògic i la co-simulació de components digitals mitjançant un algorisme ràpid basat en events.
- Cider[6] afegeix un simulador de dispositiu numèric a ngspice. Acobla el simulador a nivell de circuit amb el simulador del dispositiu per proporcionar una precisió de simulació millorada (a costa d'augmentar el temps de simulació). Els dispositius crítics es poden descriure amb els seus paràmetres tecnològics (models numèrics), tots els altres poden utilitzar els models compactes originals de ngspice.